# Гемин (математик)
Геми́н (др.-греч. Γεμῖνος, I век до н. э.) — древнегреческий математик и астроном.
О жизни Гемина ничего не известно. Её датировка серединой I века до н. э. основана на календарно-астрономических указаниях, содержащихся в его Введении. Предполагается, что он жил на Родосе, поскольку в этом сочинении он упоминает горы этого острова. Принято считать, что он был учеником Посидония. Впрочем, ряд исследователей на основании всё тех же календарно-астрономических указаний относит жизнь Гемина к середине I века н. э.

## Астрономия
Единственное сохранившееся сочинение Гемина называется «Введение в небесные явления» (др.-греч. Εἰσαγωγὴ εἰς τὰ Φαινόμενα). Это начальный курс астрономии, основанный на работах более ранних древнегреческих астрономов, таких как Гиппарх, а также на вавилонских источниках. К этому же типу сочинений относятся дошедшие до нас трактаты Клеомеда и Теона Смирнского. В учебнике Гемина рассматриваются следующие темы:
- зодиакальное движение Солнца и неравенство астрономических времён года;
- аспекты знаков Зодиака;
- созвездия;
- устройство небесной сферы: ось, полюсы, большие и малые круги;
- длительность дня и ночи в разные времена года и на разных широтах;
- восходы и заходы знаков Зодиака;
- лунные и солнечные периоды и устройство египетского и древнегреческих календарей (8-летний, 19-летний, 76-летний циклы);
- фазы Луны;
- лунные и солнечные затмения;
- обратное движение Солнца, Луны и планет по отношению к небесной сфере;
- гелиакические восходы и заходы звёзд;
- географические пояса, вопрос об обитаемости экваториального пояса;
- гелиакические восходы и заходы как знаки погодных примет;
- экселигмос и вавилонская лунная теория.

## Математика
Гемин составил обширный трактат о математике. Эта работа не сохранилась, но её цитируют Прокл, Евтокий, ан-Найризи и другие авторы. Прокл сообщает, что Гемин в Добротолюбии делил математику на мыслимую (νοητά) и чувственную (αἴσθητα), иначе говоря, на чистую и прикладную. К первой он относил геометрию и арифметику, ко второй — механику, астрономию, оптику, геодезию, канонику (теорию музыкальной гармонии) и логистику (искусство вычислений).

## Прочее
Гемин составил также комментарий к Метеорологике Посидония, фрагменты которого сохранились в комментарии Симпликия к Физике Аристотеля.
В его честь назван кратер на Луне.

### Сочинения
- Гемин. Введение в явления. Пер. А. И. Щетникова // ΣΧΟΛΗ, 5, 2011, с. 174—233.
- Elementa Astronomiae Архивная копия от 19 марта 2019 на Wayback Machine Гемина на древнегреческом и немецком языках.
- Géminos. Introduction aux Phénomènes. Texte établi et traduit par G. Aujac. Paris: Les Belles Lettres, 1975. (аннотация)
- Evans J., Berggren J. Geminos’s Introduction to the Phenomena. A Translation and Study of a Hellenistic Survey of Astronomy. Архивная копия от 19 июня 2016 на Wayback Machine. Princeton UP, 2006.

### Исследования
- Щетников А. И. Предисловие к переводу «Введение в явления» // ΣΧΟΛΗ. - 2011. - 2. - С.174-178.
- Bowen A. C., Goldstein B. R. Geminus and the concept of mean motion in Greco-Latin astronomy. Archive of History of Exact Sciences, 50, 1996, p. 157—185.
- Jones A. Geminus and the Isia. Harvard Studies in Classical Philology, 99, 1999, 255—267.
- Neugebauer O. A history of ancient mathematical astronomy. Berlin: Springer, 1975.
- van der Waerden B. L. Greek astronomical calendars. V. The motion of the Sun in the Parapegma of Geminos and in the Romaka-Siddhanta. Archive of History of Exact Sciences, 34, 1985, p. 231—239.